# German Open 1986 (Badminton)
Die German Open (Badminton) 1986 im Badminton fanden vom 26. Februar bis zum 2. März 1986 in Duisburg, Deutschland, statt. Mit einem Preisgeld von 22.000 US-Dollar wurde das Turnier in Kategorie 1 der Grand-Prix-Wertung eingestuft.

## Sieger und Platzierte
| Disziplin    | Gold                           | Silber                          | Bronze                               |
| ------------ | ------------------------------ | ------------------------------- | ------------------------------------ |
| Herreneinzel | Morten Frost                   | Michael Kjeldsen                | Park Sung-bae                        |
| Herreneinzel | Morten Frost                   | Michael Kjeldsen                | Fung Permadi                         |
| Dameneinzel  | Kim Yun-ja                     | Helen Troke                     | Yoo Sang-hee                         |
| Dameneinzel  | Kim Yun-ja                     | Helen Troke                     | Lisbet Stuer-Lauridsen               |
| Herrendoppel | Park Joo-bong Kim Moon-soo     | Jesper Helledie Steen Fladberg  | Stefan Karlsson Thomas Kihlström     |
| Herrendoppel | Park Joo-bong Kim Moon-soo     | Jesper Helledie Steen Fladberg  | Martin Dew Dipak Tailor              |
| Damendoppel  | Kim Yun-ja Yoo Sang-hee        | Chung Myung-hee Hwang Hye-young | Hwang Sun-ai Kang Haeng-suk          |
| Damendoppel  | Kim Yun-ja Yoo Sang-hee        | Chung Myung-hee Hwang Hye-young | Dorte Kjær Gillian Gowers            |
| Mixed        | Lee Deuk-choon Chung Myung-hee | Martin Dew Gillian Gilks        | Rob Ridder Erica van Dijk            |
| Mixed        | Lee Deuk-choon Chung Myung-hee | Martin Dew Gillian Gilks        | Thomas Kihlström Christine Magnusson |

## Finalresultate
| Disziplin    | Sieger                         | Finalist                        | Ergebnis            |
| ------------ | ------------------------------ | ------------------------------- | ------------------- |
| Herreneinzel | Morten Frost                   | Michael Kjeldsen                | 15:4, 15:3          |
| Dameneinzel  | Kim Yun-ja                     | Helen Troke                     | 11:1, 8:11, 12:10   |
| Herrendoppel | Park Joo-bong Kim Moon-soo     | Jesper Helledie Steen Fladberg  | 15:8, 15:12         |
| Damendoppel  | Kim Yun-ja Yoo Sang-hee        | Chung Myung-hee Hwang Hye-young | 15:10, 15:5         |
| Mixed        | Lee Deuk-choon Chung Myung-hee | Martin Dew Gillian Gilks        | 10:15, 18:17, 15:10 |